# Flugplatz Donauwörth-Genderkingen

i7
i11
i13
Der Flugplatz Donauwörth-Genderkingen (ICAO-Code: EDMQ) ist der Sonderlandeplatz der bayerisch-schwäbischen Stadt Donauwörth und der Gemeinde Genderkingen. Er wird von der Motorflugsportgruppe Donauwörth-Genderkingen e. V. betrieben.

## Lage
Der Flugplatz liegt etwa sechs Kilometer südöstlich des historischen Stadtkernes von Donauwörth und zwei Kilometer westlich von Genderkingen im Flurstück Eisenmähder auf einer Höhe von 399 m ü. NN. Ein Großteil der Startbahn liegt auf dem Gebiet des südlich gelegenen Asbach-Bäumenheim. Drei Kilometer östlich fließt der Lech, eineinhalb Kilometer nördlich die Donau.
Naturräumlich befindet er sich im Donauried; nördlich steigt das Gelände zum Fränkischen Jura, südlich zu den Stauden hin auf.

## Geschichte
Der Bau des Flugplatzes Donauwörth-Genderkingen wurde 1967 begonnen und es entstanden eine Flugzeughalle und eine Gaststätte. In den frühen 1970er Jahren kamen der Tower und die Tankstelle hinzu. Das Rollfeld wurde 1982 teilweise befestigt und erhielt einen Asphaltstreifen von 530 × 15 m. Eine Landebahnbefeuerung wurde 1991 installiert und in den Folgejahren wurden die Flugplatzeinrichtungen stets weiter ausgebaut und modernisiert. Eine Erweiterung der Landebahn auf 700 × 20 m erfolgte im Jahr 2007.

## Flugplatz und Ausstattung

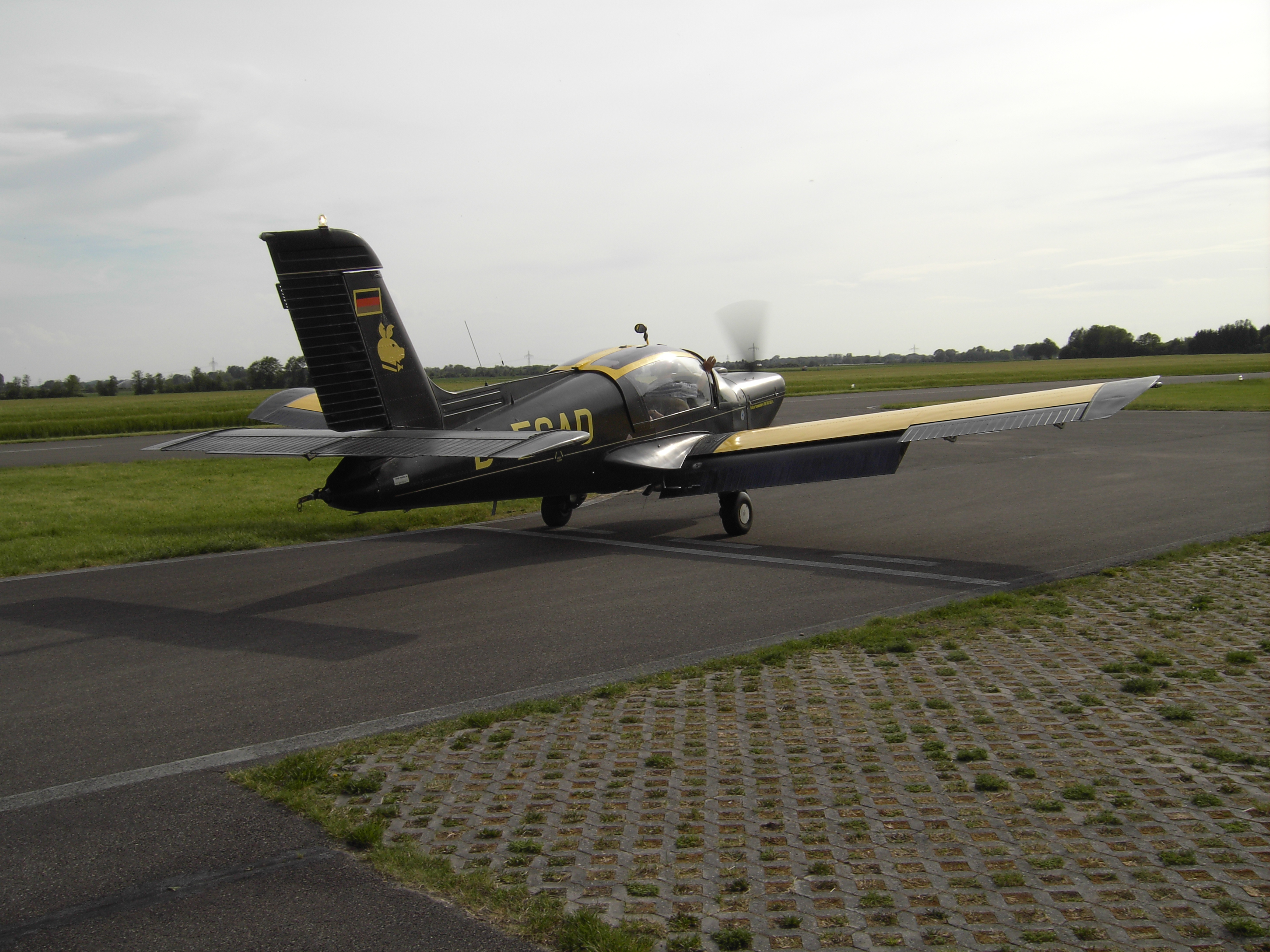
Am Flugplatz EDMQ (2007)

Der Flugplatz ist für Luftfahrzeuge aller Art bis 2000 kg MTOW zugelassen und meist von 9 Uhr bis Sonnenuntergang in Betrieb. Der Betreiber ist die Motorflugsportgruppe Donauwörth-Genderkingen e. V.
Am Flugplatz gibt es einen Tower, acht Hangars und eine Gaststätte. Es gibt vier Kraftstoffsorten (AvGas, MoGas, Jet A1 und Diesel) und Aero-Öl sowie Leih-Fahrräder. Die asphaltierte Start- und Landebahn hat eine Länge von 700 m und eine Breite von 20 m.

## Zwischenfälle
Am 27. Januar 2013 verunglückte ein Flugzeug des Typs Reims-Cessna F150 bei einer Touchdownübung. Es kam von der Rollbahn ab und überschlug sich im schneebedeckten Seitenstreifen. Die Maschine wurde schwer beschädigt, der Pilot kam mit dem Schrecken davon.:9
Im Dezember 2024 stürzte ein Guimbal Cabri G2 aus dem Schwebeflug in geringer Höhe ab, wobei eine Person leicht verletzt wurde.

## Veranstaltungen
Seit 2009 findet auf dem Flugplatzgelände das zweitägige „Horizon Airmeet“ statt. Es hat sich zum europäischen Modellflug-Showhöhepunkt entwickelt und verzeichnet stets über 10.000 Besucher. Vom 14. bis 18. September 2018 war der Flugplatz erstmals Schauplatz des JetPower Events – eine international beschickte Flugshow mit Fachmesse für Jetmodellflugzeuge. Ende September ist jedes Jahr das traditionelle Flugplatzfest.

## Verkehr
Eine Gemeindestraße erschließt den Flugplatz über die Kreisstraße Genderkingen–Donauwörth zur Bundesstraße 16. Der ÖPNV bedient den Flugplatz nicht regelmäßig, es kann aber ein Rufbus angefordert werden. Am Bahnhof Donauwörth und am Haltepunkt Genderkingen der Bahnstrecke Ingolstadt–Neuoffingen bestehen Zustiegsmöglichkeiten zum Schienenpersonenverkehr. Außerdem ist der Flugplatz über einen Radweg von Donauwörth und von Genderkingen erreichbar.